# Woodson Terrace (Missouri)
Woodson Terrace ist eine Stadt mit dem Status „City“ im St. Louis County im US-Bundesstaat Missouri. Das U.S. Census Bureau hat bei der Volkszählung 2020 eine Einwohnerzahl von 3.950 ermittelt.

## Geographie
Die Koordinaten von Woodson Terrace liegen bei 38°43'38" nördlicher Breite und 90°21'34" westlicher Länge. Der Ort liegt in einer urbanen Umgebung südlich des Lambert-St. Louis International Airport und der Interstate 70. Grob von Nordwesten nach Südosten verläuft am nördlichen Stadtrand Missouri Route 115 und am südlichen Stadtrand Missouri Route 180. Im Süden des Stadtgebietes liegt Schuermann Heights, das sich im September 1980 mit Woodson Terrace zusammenschloss. Nördlich grenzt Edmundson an, im Südwesten benachbart ist Breckenridge Hills und im Südosten liegt St. John.
Nach Angaben der United States Census 2010 erstreckt sich das Stadtgebiet von Woodson Terrace über eine Fläche von 1,99 km2 (0,77 sq mi). Entwässert wird das Stadtgebiet durch den Coldwater Creek.

## Bevölkerung
Nach der United States Census 2010 lebten in Woodson Terrace 4063 Menschen verteilt auf 1603 Haushalte und 1019 Familien. Die Bevölkerungsdichte betrug 2041,7 Einwohner pro km2 (5276,6//sq mi).
Die Bevölkerung setzte sich 2010 aus 68,5 % Weißen, 20,8 % Afroamerikanern, 1,5 % Asiaten, 0,3 % amerikanischen Ureinwohnern und 5,8 % aus anderen ethnischen Gruppen und 3,2 % stammten von zwei oder mehr Ethnien ab.
In 33,1 % der Haushalten lebten Personen unter 18 Jahre und in 9,9 % Menschen die 65 Jahre oder älter waren. Das Durchschnittsalter betrug 34,6 Jahre und 48,2 % der Einwohner waren männlich.

## Belege
1. ↑  Explore Census Data Total Population in Woodson Terrace city, Missouri. Abgerufen am 2. Februar 2023.
2. ↑   United States Census
3. ↑   American Fact Finder